# Duck Dodgers
Duck Dodgers est le héros d'une série de dessins animés produits par Warner Bros. avec Daffy Duck dans le rôle du personnage éponyme de héros intergalactique.

## Le cartoon fondateur
Duck Dodgers fait sa première apparition en 1953 dans Duck Dodgers in the 24½th Century (Duck Dodgers au XXIVe siècle et des poussières), réalisé par Chuck Jones. Il s’agit d’une parodie de Flash Gordon et de Buck Rogers au XXVe siècle, séries culte de la radio et de la télévision américaines dans les années cinquante. Daffy Duck, l’insupportable canard vantard et égocentrique du cinéma d’animation, se voit confier le rôle du héros dans la nouvelle série de science-fiction. 
Le film est considéré comme l’une des comédies les plus réussies du cinéma d’animation. Sa popularité ne s’est jamais démentie et en 2003 il est sélectionné pour figurer dans le premier volume de la compilation Looney Tunes Golden Collection. 
Le scénario raconte les aventures de Duck Dodgers à la recherche de l’Illudium Phosdex. Cet élément chimique rare, atome constitutif de la crème à raser, ne se trouve plus que sur la mystérieuse planète X. Daffy Duck atterrit sur cette planète et en prend possession au nom de la Terre au moment où Marvin le Martien fait de même au nom de la planète Mars. Les deux champions planétaires vont devoir s’affronter en un combat où la ruse compte encore plus que la force brute.
Le film a été tourné au plus fort de la paranoïa anti-communiste aux États-Unis pendant les années 1950 ; aussi certains critiques y ont vu une satire de la guerre froide et de la course aux armements.

### Suites
Après Duck Dodgers in the 24½th Century (1953), Daffy reprend son rôle dans Duck Dodgers and the Return of the 24½th Century (1980) puis dans Attack of the Drones (2003).

## La série

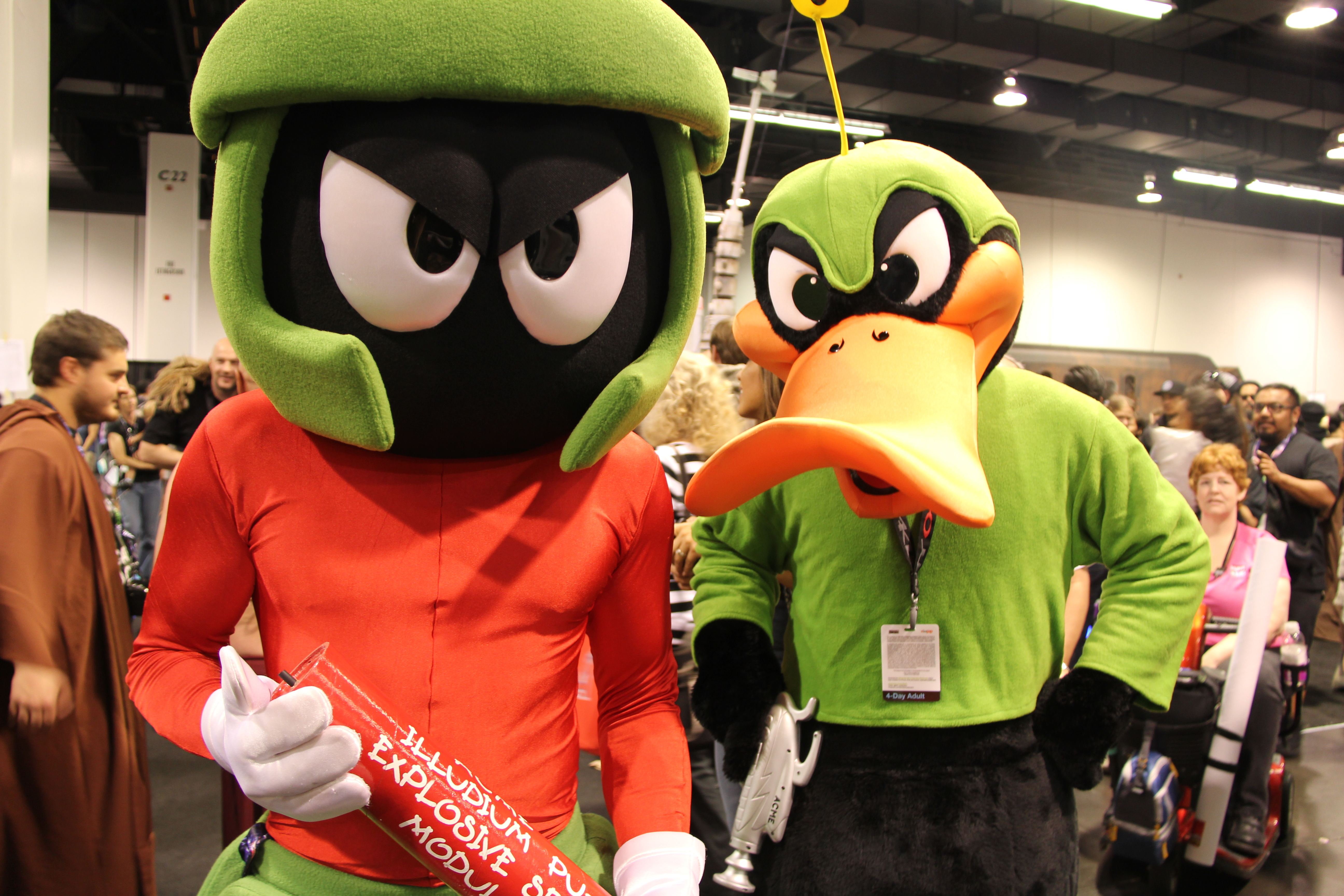
Cosplays de Duck Dodgers (à droite) avec son ennemi Marvin le Martien.

De 2004 à 2009, Warner Bros produit une série télévisée d'animation consacrée à Duck Dodgers. Constituée de 39 épisodes de 22 minutes chacun, elle fut diffusée sur Boomerang à partir du 5 janvier 2004. La chanson du générique est chantée par Tom Jones.
Dans cette série, Duck Dodgers, en tant que capitaine de son propre vaisseau, réalise diverses missions pour le Protectorat Galactique, sous les ordres du Docteur Q.I. de Génie. L'ennemi principal du Protectorat étant Mars, Dodgers se retrouve régulièrement confronté au Commandant des Martiens, Marvin le Martien. Il a aussi réussi l'exploit de se mettre personnellement à dos la Reine de Mars en se révélant trop bête que pour remarquer ses avances romantiques et y répondre. 
Dans le double épisode Déclaration de Guerre ou de Paix de la seconde saison, il est brièvement promu Amiral à la demande du Général Z-9, Ministre martien de la Défense — qui veut profiter de la stupidité de Dodgers pour mener un coup d'État et conquérir l'univers; en sous-estimant complètement ladite stupidité, ce qui le conduira à l'échec —  puis rétrogradé au rang de Capitaine après la découverte de son rôle dans la crise Terre-Mars qu'il a provoqué dans la première partie (et dont le Général Z-9 a profité pour mener son coup d'État).

## Autres utilisations du personnage
- La NASA a choisi de faire figurer Duck Dodgers comme mascotte sur le logo de la mission martienne Opportunity en 2003. C'est lui, avec Marvin le Martien, qui illustre le programme spatial des rovers de la NASA pour la planète Mars[2] (dont les logos).
- En 2000, le personnage de Duck Dodgers a droit à son propre jeu vidéo Daffy Duck dans le rôle de Duck Dodgers, développé par Paradigm Entertainment et édité par Infogrames, sort sur Nintendo 64.

### Green Loontern
- Dans le 9e épisode de la saison 1 de la série télévisée d'animation intitulé La Lanterne verte, le costume de Duck Dodgers est accidentellement échangé avec celui du super-héros Green Lantern (Hal Jordan). Duck Dodgers prend alors temporairement la place de celui-ci et se fait appeler Green Loontern. Ce dernier apparaît comme personnage jouable dans le jeu vidéo Lego Batman 3 : Au-delà de Gotham[3].